# 惡性轉化

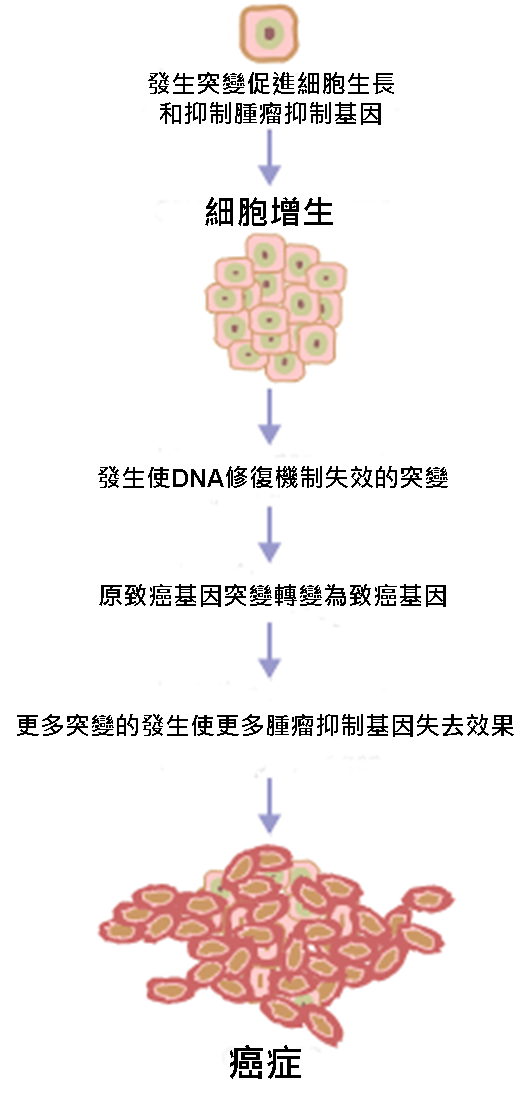
惡性轉化過程圖解

惡性轉化（Malignant transformation）是指細胞或組織產生一系列遺傳學上的變化，並獲得惡性增殖（無限增殖）和轉移能力的過程。惡性轉化在體內可能發生於正常細胞或組織中， 也可能發生於良性腫瘤中。發生惡性轉化的細胞或組織最終可能會發展為惡性腫瘤。另外，研究人員為了方便研究，也可能在體外使用特殊技術方法對細胞進行惡性轉化。

## 成因
不健康的生活習慣，比如吸菸、不健康的飲食、酗酒、混亂的性生活等可能造成體內的惡性轉化，產生惡性腫瘤。此外，病毒、細菌的感染也可能造成體內細胞或組織的惡性轉化。一定水平的重金屬，如鎳、鎘也可造成惡性轉化。

## 機制
惡性轉化過程中，細胞會發生一系列遺傳學上的變化。
基因突變是惡性轉化的成因之一，抑癌基因和（或）原癌基因的突變會造成惡性轉化。根據統計，乳腺癌組織中平均基因突變數達20,000處以上，普通的惡性黑色素瘤組織中平均基因突變數則達到80,000處。
此外，表觀遺傳學上的改變也可能造成惡性轉化。比如，在惡性轉化過程中，部分與DNA修復相關的基因或其他基因可能會因啓動子區域過甲基化而發生轉錄水平上的沉默。另外，在惡性轉化過程中，RNA干擾等轉錄後調控機制也可能會發生改變。比如，乳腺癌組織中的多種miRNA會因為啓動子發生過甲基化而停止表達，後續的RNA干擾也因此而停止進行。

## 體外惡性轉化

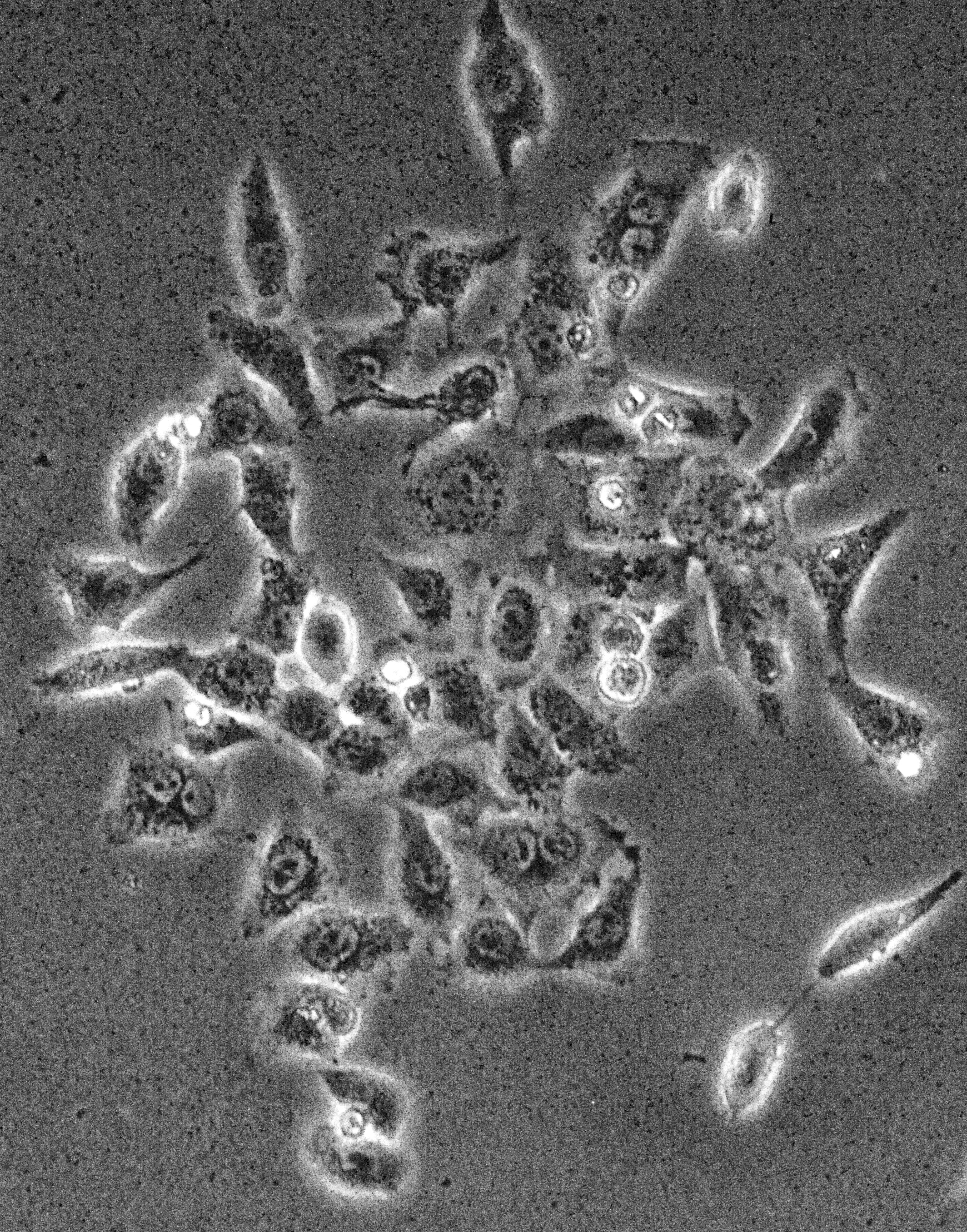
體外培養的永生化細胞系HEK 293

細胞生物學研究者為了方便研究，可能會在體外（in vitro）使用病毒感染等方法對動物細胞進行惡性轉化，獲得永生化細胞系。比如HEK 293細胞就是使用5型腺病毒DNA片段惡性轉化的人胚腎細胞。另外，在體外進行惡性轉化對研究體內（in vivo）的惡性轉化過程也有一定助益。